# Poule suisse
Pour les articles homonymes, voir Suisse (homonymie).
La poule suisse ou poule de Suisse est une race de poules domestiques.

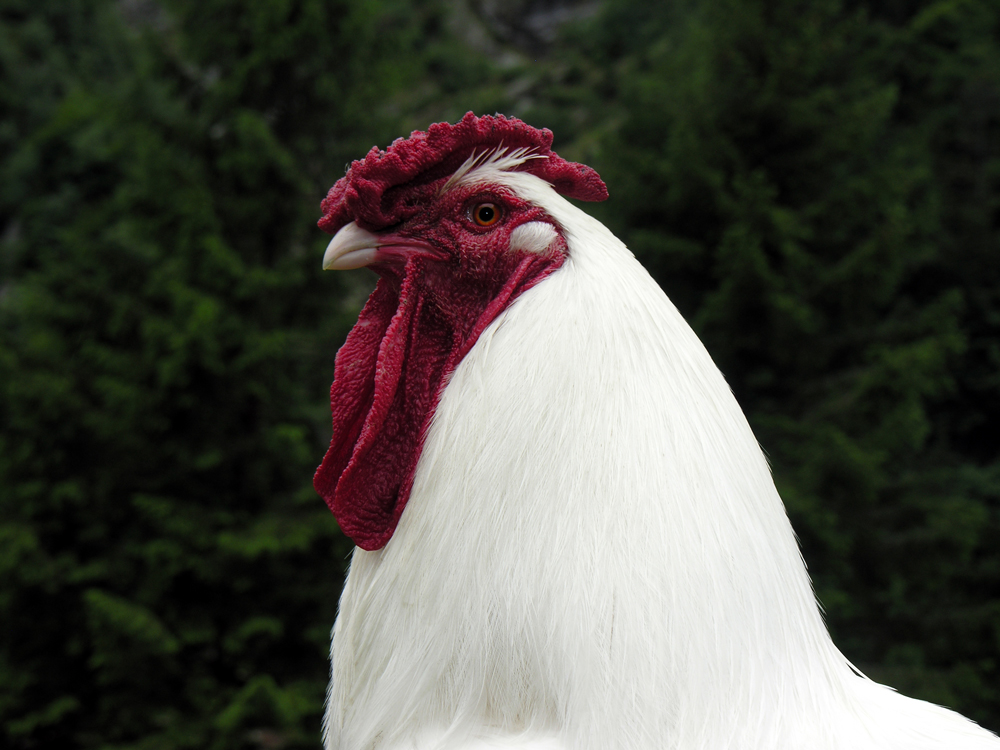
tête de coq

## Description
C'est une volaille à deux fins, précoce à emplumage rapide, bonne pondeuse, rustique, élégante, de hauteur moyenne et à la ligne du dos presque horizontale. Les tarses et le bec sont blancs à couleur chair.
Originaire de Suisse, elle est issue du croisement entre l'orpington blanche et la Wyandotte blanche.

## Standard
- Masse idéale : Coq :  2,8 à 3,5 kg ; Poule :  2,4 à 2,8 kg
- Crête : frisée
- Oreillons : rouges
- Couleur des yeux : rouge-orangé
- Couleur de la peau : blanche
- Couleur des tarses : claire
- Variétés de plumage : uniquement blanc
- Œufs à couver : min. 55 g, coquille crème à brun.
- Diamètre des bagues : Coq : 20 mm ; Poule : 18 mm

### Source
- Le Standard officiel des volailles (Poules, oies, dindons, canards et pintades), édité par la Société centrale d'aviculture de France.